# بيا نالي
بيا ماريا نالي (بالإيطالية: Pia Nalli)‏ (ولدت في العاشر من شهر شباط عام 1886 –توفت في السابع والعشرين من شهر أيلول عام 1964) هي عالمة رياضيات إيطالية، اشتُهرت بعملها المتعلق بالطريقة التجميعية لحل متسلسلات فورييه، ومبرهنة موريرا للدوال التحليلية لعددٍ من المتغيرات، كما عملت على إيجاد حلول معادلة فريدهولم التكاملية من النوع الثالث لأول مرة في التاريخ.
ركّزت أبحاثها على عدد من المجالات، من الهندسة الجبرية إلى التحليل الدالي وتحليل الموترات. كما تحدّثت أمام المؤتمر الدولي لعلماء الرياضيات عام 1928.
تكلّمت نالي عن معاناتها جراء الاضطهاد الذي تعرضت له النساء من طرف نظام التوظيف في الجامعات الإيطالية. وهناك شارعٌ في مدينة روما الإيطالية يحمل اسمها تخليداً لذكراها.

## حياتها ومسيرتها المهنية

### حياتها المبكرة وتعليمها
وُلدت نالي في العاشر من شهر شباط عام 1886 في مدينة باليرمو الإيطالية لعائلة من الطبقة الوسطى، وكانت تملك 7 أخوة وأخوات. درست نالي في جامعة باليرمو، حيث حصلت هناك على شهادة جامعية (أو Laurea كما تُسمى بالإيطالية، وهي تعادل مرحلة التعليم الثالثي) عام 1910 تحت إشراف جوزيبي بانيرا، وكانت أطروحتها حول مواضيع تتعلق بالهندسة الجبرية. ثم التحقت في العام ذاته بمجتمع لعلماء الرياضيات في باليرمو يدعى Circolo Matematico di Palermo.
ساعدت نالي بعد إنهاء دراستِها الرياضيَّ جوزيبي بانيرا عام 1911، ومارست مهنة التعليم في إحدى المدارس. وأكملت عام 1914 أطروحة شهادة التأهيل لدرجة الأستاذية، وكانت أطروحتها حول نظرية التكامل، كما أكملت عملها عن تحليل فورييه ومتسلسلات دركليه خلال السنوات العديدة القادمة.

### مسيرتها المهنية والأكاديمية
عملت نالي مساعدةً للرياضيّ جوزيبي بانيرا في جامعة باليرمو منذ 1 نيسان عام 1911 وحتى 16 تشرين الثاني عام 1911. ثم عملت مدرّسة في عددٍ من المدارس الثانوية، أوّلها مدرسة البنات في أفيلينو، ثم في تراباني. ثم درّست في المدرسة التقنية للفتيات في باليرمو بدءاً من السادس عشر من شهر تشرين الثاني عام 1912.
أكملت نالي أبحاثها خلال تلك الفترة، كما أكملت أطروحة بعنوان “Esposizione e confronto critico delle diverse definizioni proposte per l'integrale definito di una funzione limitata o no” ، وهي دراسة عن نظرية التكامل ومبنية على عمل حديث حول هذا الموضوع قدمه عددٌ من الرياضيين هم: إيميل بوريل وهنري لوبيغ وشارل جان دو لا فالي بوسان وجوزيبي فيتالي وأرنو دينجوي.
أصبحت نالي عام 1921 بروفيسورة مساعدة في جامعة كاليغاري. وحازت على المرتبة الثانية في مسابقة للتوظيف في هذا المنصب، حيث حصل ماورو بيكوني على المرتبة الأولى، وأغلب الظن أن السبب يعود لكونها أنثى. لكن، ولحسن حظها، اختار بيكوني البقاء في جامعة كاتانيا حيث أصبح رئيس قسم الرياضيات هناك، لذا كان منصب جامعة كاليغاري متاحاً لنالي.
كان اسمها أول اسمٍ بحثت عنه جامعة بافيا لتعيينها في منصب ما، لكنها لم تعرض عليها هذا المنصب. وفي نهاية المطاف، انتقلت نالي إلى جامعة كاتانيا برتبة بروفيسور عام 1927، فلم تعد تحتمل المعاملة السيئة التي تلقتها من باقي الجامعات. وفي تلك السنة تقريباً، غيّرت نالي اهتماماتها لتركّز أبحاثَها على التحليل الدالي وتحليل الموترات، حيث شجعها الرياضي الإيطالي توليو ليفي تشيفيتا على ذلك.
كانت نالي متحدثة مدعوة من طرف المؤتمر الدولي لعلماء الرياضيات عام 1928.

## وفاتها وإرثها
توفت نالي في السابع والعشرين من شهر أيلول عام 1964 في كاتانيا. وهناك شارعٌ في مدينة روما الإيطالية يحمل اسمها ، وهو شارع (فيا بيا نالي) Via Pia Nalli.